# کرش (رود)
کُرُش (مجاری: Körös, رومانیایی: Criș و آلمانی: Kreisch) رودی در شرق مجارستان و غرب رومانی به طول ۷۴۱٬۳ کیلومتر است که از ترانسیلوانی سرچشمه می‌گیرد و پس از تلاقی چندین شاخه در نزدیکی شهر چونگراد به تیسا می‌ریزد.
حوضه آبریز کرش حدود ۲۷٬۵۳۷ کیلومتر مربع است که ۵۳ درصد آن در ترانسیلوانی، رومانی و ۴۷ درصد باقی در مجارستان است. در قرون ۱۸ و ۱۹ و پیش از ساماندهی رودخانه، انبوهی از شاخه‌های رودخانه‌ای پرپیچ و خم، کند و به هم پیوسته در بسیاری از نقاط در جریان بود که در باتلاقها  ناپدید شده و دوباره بیرون می‌آمدند. آن زمان اطراف کرش خطر سیل، زیاد و سطح تولید کشاورزی، کم و شرایط تردد، دشوار بود.

## شاخه‌ها
کرش سه شاخهٔ اصلی دارد:
- کرش دوگانه (مجاری: Kettős-Körös, رومانیایی: râul Crișul Dublu) به طول ۳۷٫۳ کیلومتر از تلاقی کرش سفید و سیاه جریان می‌یابد.
  - کرش سفید (مجاری: Fehér-Körös, رومانیایی: râul Crișul Alb) به طول ۲۳۵٫۷ کیلومتر (۹٫۸ کیلومتر در مجارستان).
  - کرش سیاه (مجاری: Fekete-Körös, رومانیایی: râul Crișul Negru) به طول ۱۶۸ کیلومتر (۲۰٫۵ کیلومتر در مجارستان).
- کرش پرشتاب (مجاری: Sebes-Körös, رومانیایی: râul Crișul Repede) به طول ۲۰۹ کیلومتر (۵۸٫۶ کیلومتر در مجارستان).
- کرش سه‌گانه (مجاری: Hármas-Körös, رومانیایی: râul Criș sau Crișul Triplu) به طول ۹۱٫۳ کیلومتر: از تلاقی کرش پرشتاب و کرش دوگانه نهایتاً در نزدیکی چونگراد به تیسا می‌ریزد.